# Castillo Tantallon
El castillo Tantallon se localiza a tres millas (5 km) al sudeste de North Berwick, en East Lothian, Escocia. Se yergue imponente en el promontorio de un acantilado muy ventoso en el Estuario de Forth frente al mar del Norte y la isla Bass Rock, y fue construido alrededor de 1350.

## Historia
Tan formidable edificación fue erigida por William Douglas, conde de Angus, y sirvió como fortaleza señorial por más de tres siglos. Posee una muralla de cerramiento en piedra caliza rojiza de 15 metros de altura y cuatro metros de ancho que le da su característico aspecto rosado y todavía se conserva en buen estado; tres de sus laderas dan a los acantilados del mar del Norte y la cuarta a un foso, lo que convierte a la fortaleza en casi inexpugnable. Sin embargo fue escenario de violentas luchas y soportó frecuentes cercos a causa de su posición estratégica, siendo los tres mayores los de 1491, 1528 y 1651. En este último, un ejército al mando del puritano inglés Oliver Cromwell lo derruyó. En 1566 la reina María Estuardo se alojó en este castillo, propiedad de los Condes Rojos de Angus.
Es considerado como el último gran castillo construido en Escocia, y se caracteriza por sus ciclópeas paredes de piedra (3.6 m de grosor) y altas y gruesas torres cilíndricas. En nuestros días sirvió como localización para la serie infantil de televisión Shoebox Zoo. En mayo de 2008 fue fotografiado un presunto fantasma en una de sus ventanas vestido con ropas de época, al parecer de forma no trucada, según los que han estudiado la imagen; algunos piensan que se trata del rey de Escocia Jacobo V, si bien las cejas del personaje no parecen las propias de ese monarca y podrían corresponder incluso a una mujer.
Para llegar al castillo de Tantallon desde North Berwick es preciso tomar el autobús desde Dunbar y seguir un trayecto de unos quince minutos.

## Galería

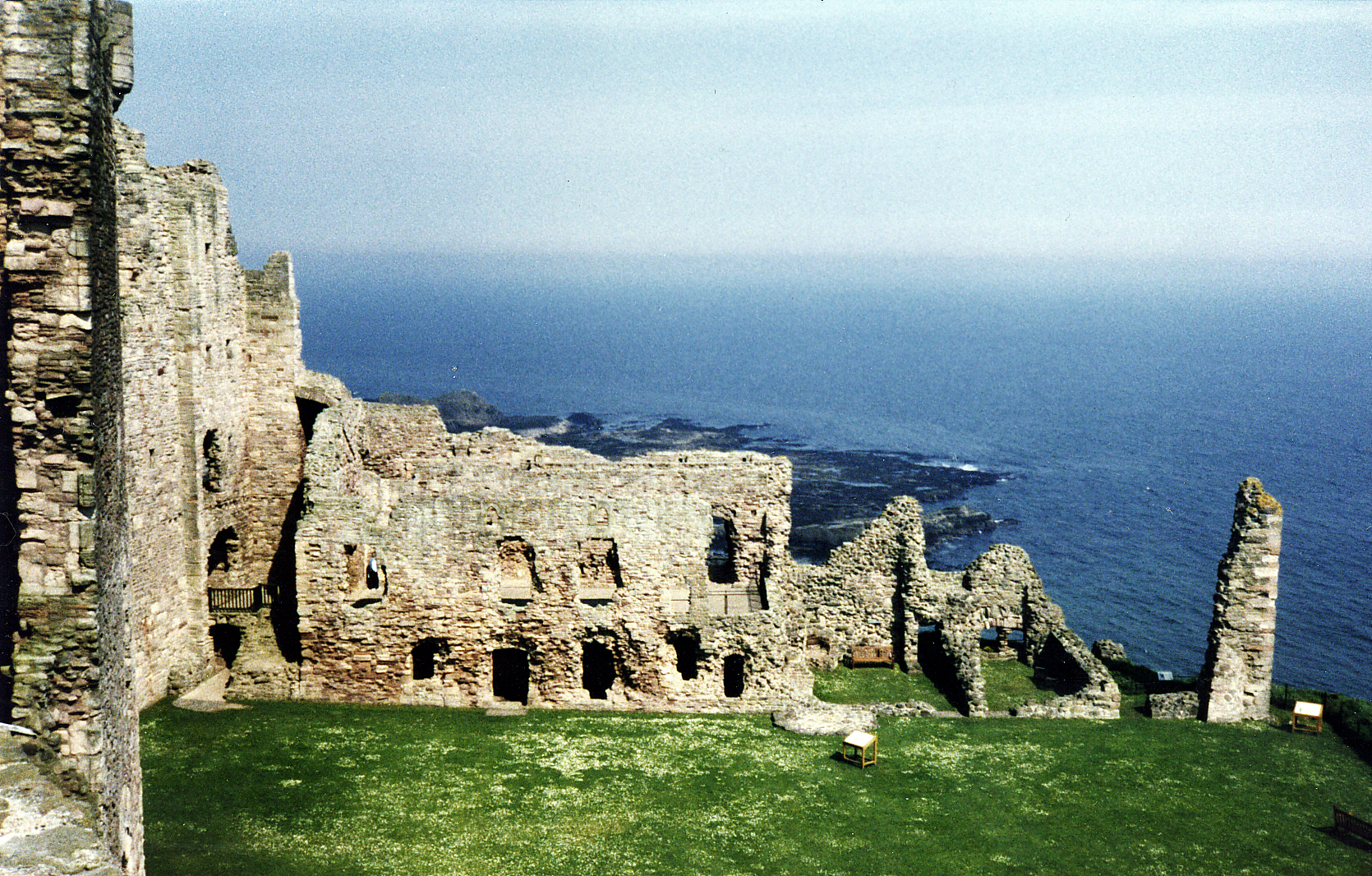
Ruinas del castillo
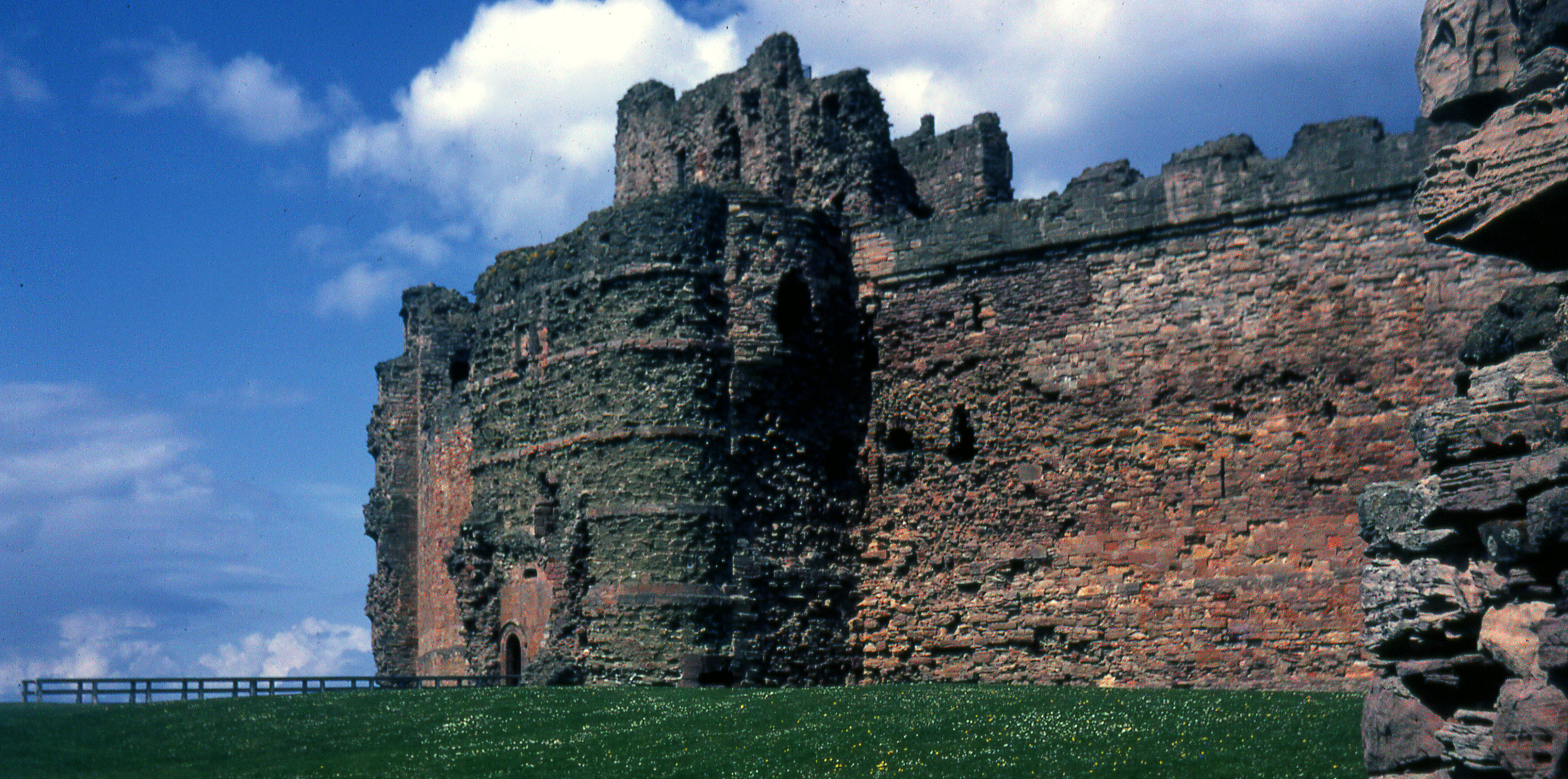
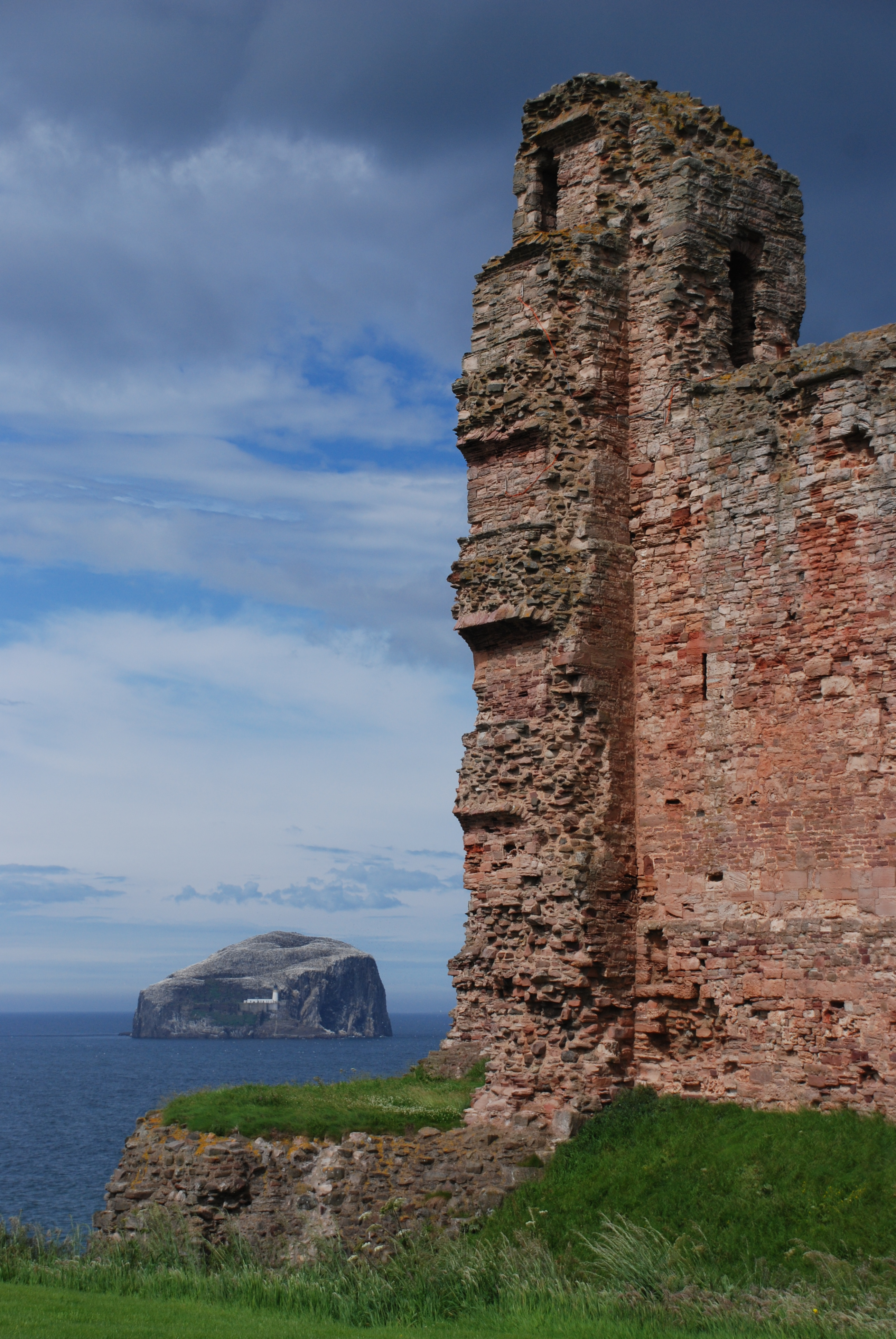
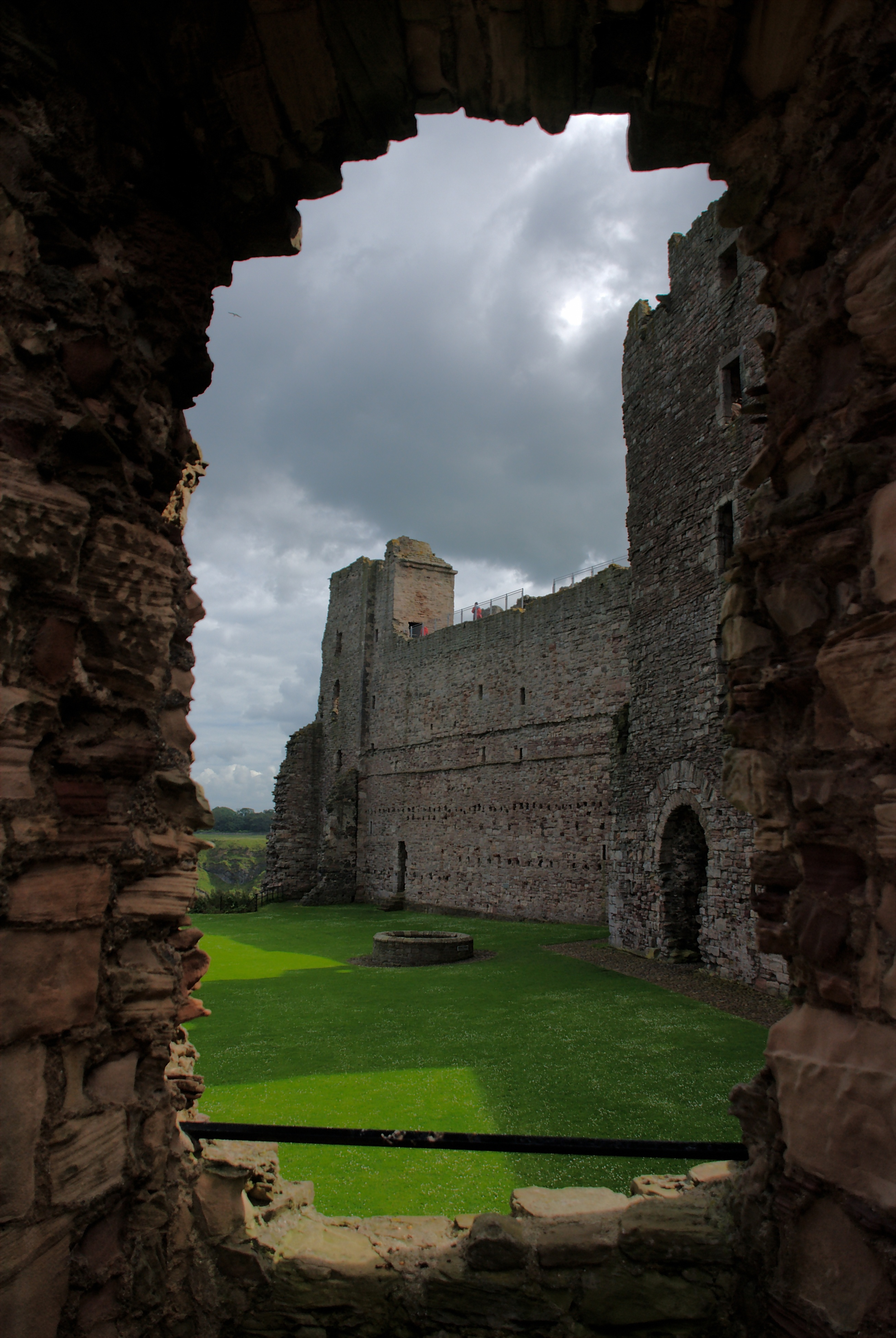
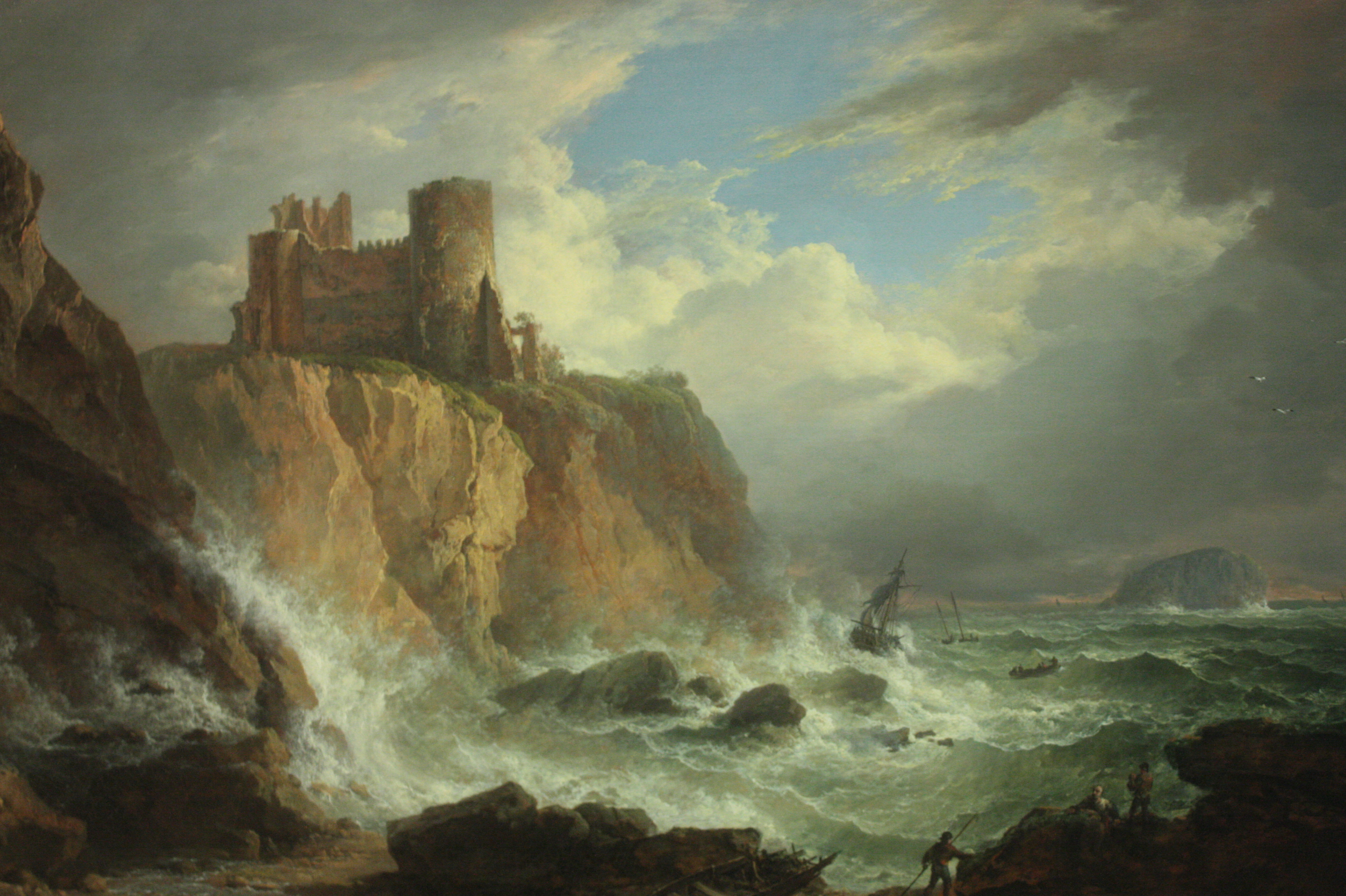